# Challenger de Eckental 2021
El torneo Challenger Eckental 2021 fue un torneo de tenis perteneció al ATP Challenger Tour 2021 en la categoría Challenger 80. Se trató de la 25.ª edición, el torneo tuvo lugar en la ciudad de Eckental (Alemania), desde el 1 hasta el 7 de noviembre de 2021 sobre pista carpet bajo techo.

## Jugadores participantes del cuadro de individuales
| Favorito | País                       | Jugador         | Rank1 | Posición en el torneo |
| -------- | -------------------------- | --------------- | ----- | --------------------- |
| 1        | Bandera de Australia       | Jordan Thompson | 71    | Cuartos de final      |
| 2        | Bandera de República Checa | Jiří Veselý     | 78    | Cuartos de final      |
| 3        | Bandera de Austria         | Jurij Rodionov  | 131   | Primera ronda         |
| 4        | Bandera de Alemania        | Oscar Otte      | 135   | Primera ronda         |
| 5        | Bandera de República Checa | Tomáš Macháč    | 136   | Semifinales           |
| 6        | Bandera de Estados Unidos  | Maxime Cressy   | 141   | FINAL                 |
| 7        | Bandera de Alemania        | Mats Moraing    | 154   | Baja                  |
| 8        | Bandera de Polonia         | Kacper Żuk      | 163   | Primera ronda         |

- 1 Se ha tomado en cuenta el ranking del 25 de octubre de 2021.

### Otros participantes
Los siguientes jugadores recibieron una invitación (wild card), por lo tanto ingresan directamente al cuadro principal (WC):
- Marvin Möller
- Max Hans Rehberg
- Mats Rosenkranz

Los siguientes jugadores ingresan al cuadro principal tras disputar el cuadro clasificatorio (Q):
- Johannes Härteis
- Christopher Heyman
- Tobias Simon
- Henri Squire

## Campeones

### Individual Masculino
- Daniel Masur derrotó en la final a  Maxime Cressy, 6–4, 6–4

### Dobles Masculino
- Roman Jebavý /  Jonny O'Mara derrotaron en la final a  Ruben Bemelmans /  Daniel Masur, 6–4, 7–5